# Nokomis (Illinois)
Nokomis je grad u američkoj saveznoj državi Ilinois. Prema popisu stanovništva iz 2010. u njemu je živjelo 2.256 stanovnika.